# مهاجرت اقلیمی

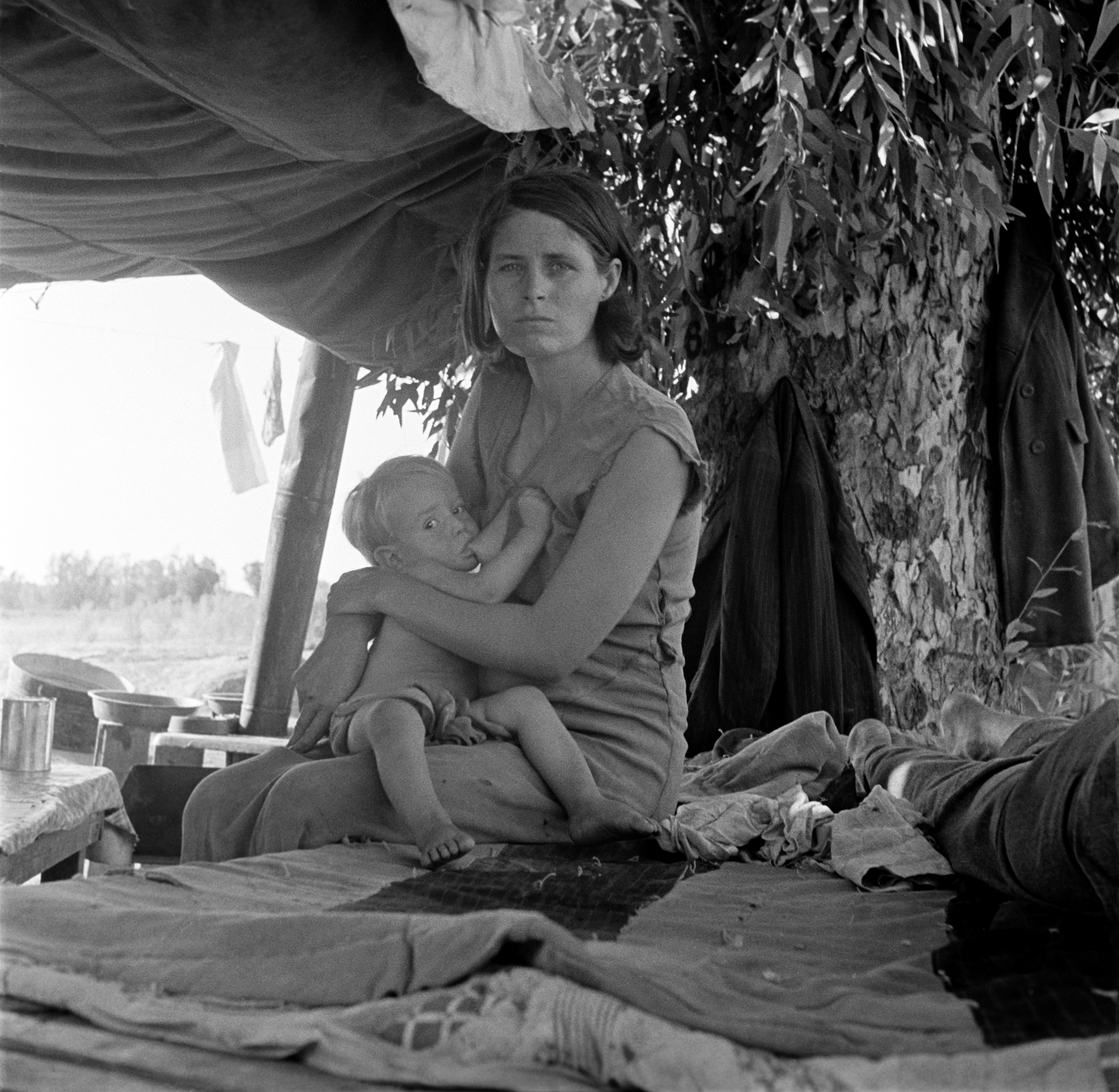
مهاجرانِ طوفان شن، کمپینگِ اُکلاهُما، کالیفرنیا، ۱۹۳۶

مهاجرت اقلیمی به مهاجرت یا پناهجوییِ مردمانی اشاره دارد که به علت تغییر ناگهانی یا درازمدت در محیط زیست خود مجبور به ترک خانه خود می‌شوند. اینها تغییراتی هستند که به رفاه و معیشت آنها لطمه وارد کرده‌است.

## تغییرات
ازجمله تغییرات محیطی شامل افزایش خشکسالی، بیابان زایی، افزایش سطح آب دریاها و تغییر در آب و هوای فصول (نظیر بادها یا بارانهای موسمی) است. مهاجران اقلیمی ممکن است برای فرار از آسیب‌های طبیعی مهاجرت کنند یا ممکن است در داخل کشور خود جابجا شوند.
اصطلاح "مهاجرت اقلیمی "، تا حدودی با اصطلاحات مشابهی هم‌معنی هستند مانند پناهجویان زیست‌محیطی، پناهندگان زیست‌محیطی، پناهجویان اقلیمی، مهاجران زیست‌محیطی، مهاجرین متحرک محیط زیست، پناهندگان تغییر اقلیم، افراد بیجا شدگان محیط زیست (EDP)، پناهجویان فاجعه، زیست‌محیطی، پناهندگان زیست‌محیطی، افراد آواره شده در محیط زیست یا پناهندگان محیط زیست (ERTB). اصطلاح «تبعیدی آب و هوا» برای اشاره به مهاجران اقلیمی است که ممکن است در معرض خطر از دست دادن ملیت خود شوند. تمایز بین این اصطلاحات موضوع بحث هستند .
به رغم مشکل فرموله کردن یک تعریف جامع و روشن از "مهاجرت اقلیمی"، چنین مفهومی به عنوان موضوع نگرانی سیاست گذاران، در ۲۰۰۰ بود.

## تعاریف
برپایهٔ چنین تغییراتی در محیط زیستِ آدمیان، می‌تواند منجر به فرار یا مهاجرتِ مردم به کشوری دیگر یا مهاجرتِ عظیم در داخلِ همان کشور شود. از چنین مردمانی با عنوانِ مهاجرِ زیست‌محیطی یا با طیفی وسیع‌تر، پناهندهٔ زیست‌محیطی یا پناهندهٔ آب و هوایی نیز یاد می‌شود.